# Hugo Falcandus
Hugo Falcandus a fost un cronicar care a narat domnia regelui normand Guillaume I al Siciliei precum și perioada minoratului fiului acestuia, Guillaume al II-lea în cadrul unei opere extrem de critice, cu titlul Liber de Regno Sicilie (Istoria tiranilor Siciliei). 
Latina folosită în cronică este cizelată. Nu se știe dacă "Hugo Falcandus" este un nume real sau doar un pseudonim. Evelyn Jamison a opinat că autorul ar fi fost de fapt Eugenius de Palermo, amiratus începând din 1190. Istoricul francez Hugues Foucaud (Hugo Fulcaudus), abate de Saint-Denis, a fost și el considerat ca autor al operei.
Istoria acoperă perioada de la moartea regelui Roger al II-lea din 1154 mergând până la majoratul lui Guillaume al II-lea, în 1169. Hugo se concentrează pe politica internă promovată de curtea normandă din Palermo. Intrigile și scandalurile nu sunt ocolite, autorul având o opinie negativă față de cei mai mulți dintre contemporanii săi și atribuie intenții pline de infamie tuturor acțiunilor. Totuși, povestirea sa amănunțită este cu mult deasupra altora de același gen din epocă. Potrivit istoricului Lord Norwich, autorul ar putea "fi comparat cu Tacitus și Tucidide."
Prima traducere în limba engleză a fost realizată de G. A. Loud și T. Wiedemann, fiind publicată în 1998.